# HD36412
HD36412 — хімічно пекулярна зоря спектрального класу A7, що має видиму зоряну величину в смузі V приблизно  9,5.
Вона  розташована на відстані близько 1376,2 світлових років від Сонця.